# Euxoa pallipennis
Euxoa pallipennis är en fjärilsart som beskrevs av Smith 1887. Euxoa pallipennis ingår i släktet Euxoa och familjen nattflyn. Inga underarter finns listade i Catalogue of Life.